# České Heřmanice
Pour les articles homonymes, voir Heřmanice.
České Heřmanice (en allemand : Tschejkowitz) est un bourg (městys) du district d'Ústí nad Orlicí, dans la région de Pardubice, en Tchéquie. Sa population s'élevait à 604 habitants en 2024.

## Géographie
České Heřmanice se trouve à 12 km au sud-ouest d'Ústí nad Orlicí, à 44 km au sud-est de Hradec Králové et à 131 km à l'est-sud-est de Prague.
La commune est limitée par Vračovice-Orlov au nord, par Voděrady et Sloupnice à l'est, par Bohuňovice au sud, par Horky au sud-ouest, et par Tisová à l'ouest.

## Histoire
La première mention écrite de la localité date de 1226.

## Galerie

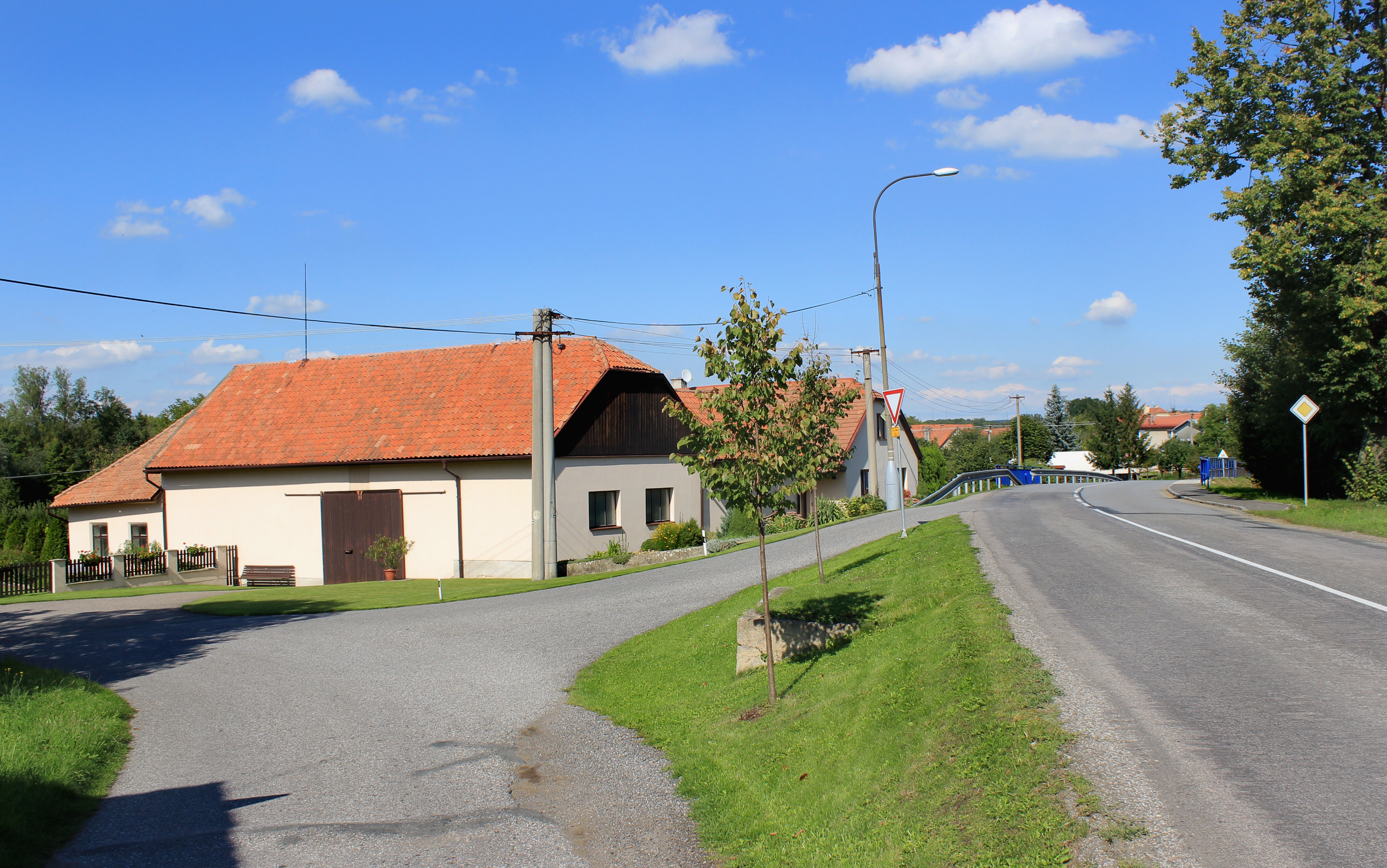
Route no 317 à Netřeby.
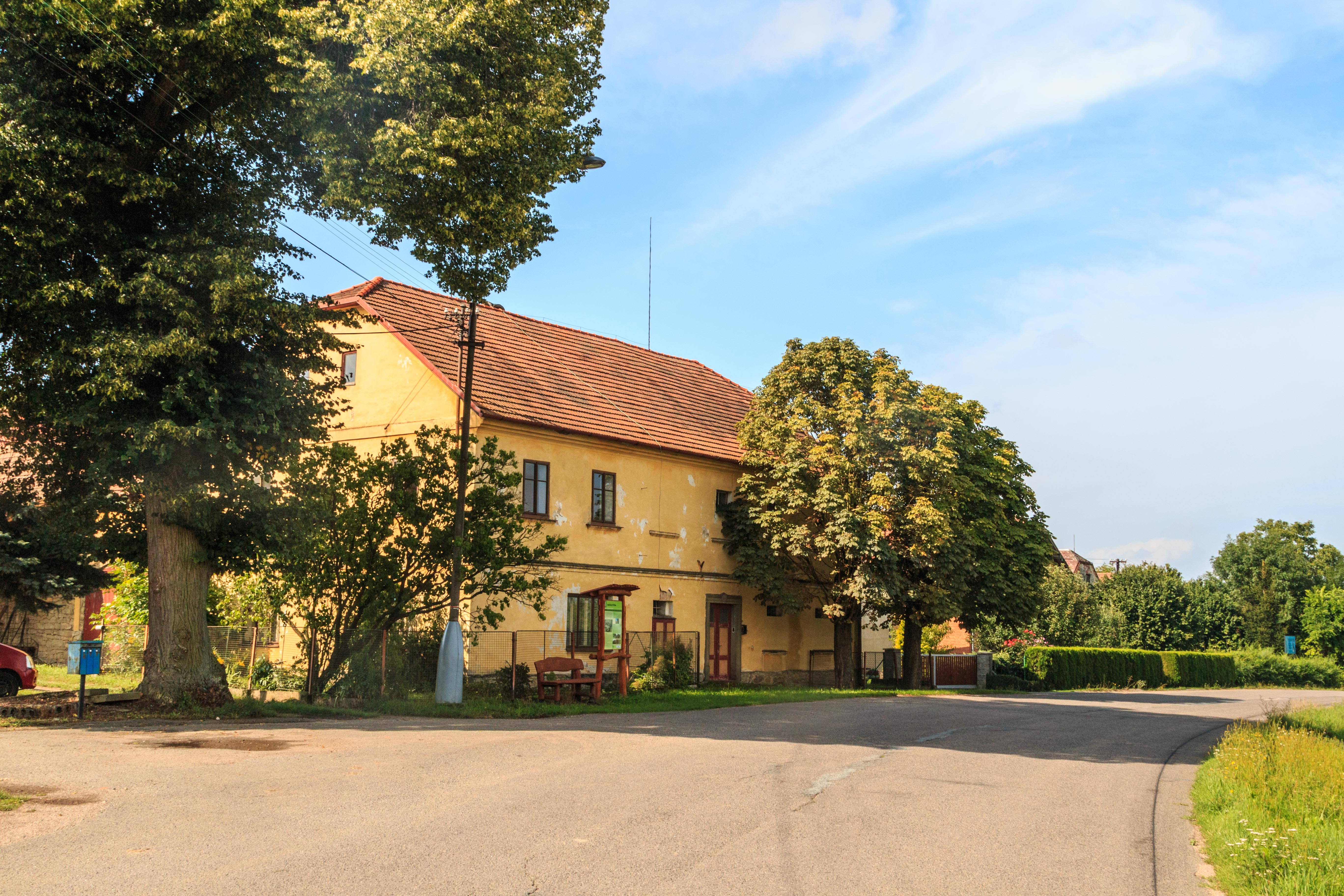
Maison à Borová.

## Transports
Par la route, České Heřmanice trouve à 7,5 km de Vysoké Mýto, à 15 km d'Ústí nad Orlicí, à 42 km de Pardubice et à 156 km de Prague. 